# Kepler-51
Kepler-51 ist ein junger Stern im Sternbild Schwan mit einer Masse vergleichbar zur Sonne. Er befindet sich in einer Entfernung von etwa 2600 Lichtjahren und wird von 3 Exoplaneten umkreist, die eine erstaunlich geringe Dichte aufweisen und deshalb als Zuckerwatte-Planeten (englisch Super-puff) bezeichnet werden. Im Jahr 2024 wurde die Entdeckung eines vierten Exoplaneten publiziert.

## Planetensystem

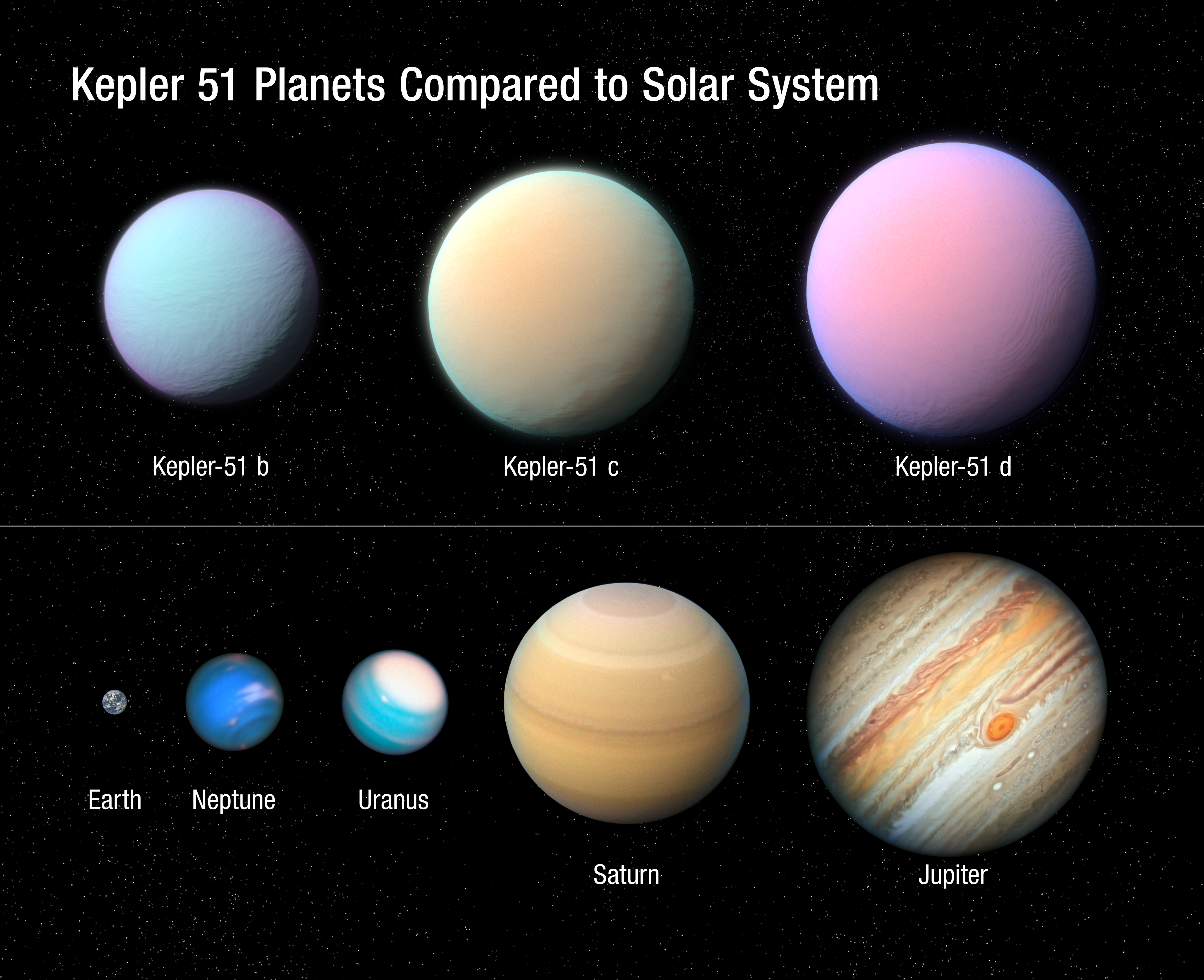
Künstlerische Darstellung anhand echter Größenverhältnisse im Vergleich zu den Planeten des Sonnensystems

Kepler-51 b umläuft den Zentralstern in etwa 45 Tagen. Kepler-51 c umläuft den Zentralstern in etwa 85 Tagen und Kepler-51 d umläuft den Stern in etwa 130 Tagen. Alle 3 Planeten weisen außergewöhnlich geringe Dichten aus, welche unterhalb 0,1 g/cm³ liegen. Zum Vergleich: Saturn in unserem Sonnensystem weist mit etwa 0,69 g/cm³ die geringste Dichte, während die Erde eine Dichte von 5,5 g/cm³ aufweist. Aufgrund ihrer Nähe zum Zentralstern weisen alle relativ hohe Temperaturen im Vergleich zur Erde auf. Selbst der äußerste Kepler-51 d hat immer noch eine abgeschätzte Gleichgewichtstemperatur von über 100 Grad Celsius. Die Entdeckung von Kepler-51 e wurde 2024 bekannt gegeben. Im Gegensatz zu den anderen Planeten im System konnte hier bisher kein Transit beobachtet werden, der Planet wurde über die sogenannte Transit-Timing-Variations-Methode entdeckt. Hierbei lässt sich aufgrund von Bahnstörungen der beobachteten Planeten auf das Vorhandensein eines weiteren Planeten schließen. Der Planet hat etwa 5-fache Erdmasse und umläuft den Zentralstern etwa alle 260 Tage.
| Planet (Reihenfolge vom Stern aus) | Entdeckt | Masse (Erdmassen) | Radius (Erdradien) | Dichte (g/cm³)  | Große Halbachse der Bahn (AU) | Umlaufzeit (Tage) | Exzentrizität      | Bahnneigung (Grad) | Gleichgewichts- temperatur (Kelvin) |
| ---------------------------------- | -------- | ----------------- | ------------------ | --------------- | ----------------------------- | ----------------- | ------------------ | ------------------ | ----------------------------------- |
| b                                  | 2012     | 2,1 +1,5−0,8      | 7,1 ± 0,3          | 0,03 +0,02−0,01 | 0,25 ± 0,01                   | 45,15 ± 0,01      | 0,04 ± 0,01        | 89,78 +0,15−0,17   | 543 ± 11                            |
| c                                  | 2012     | 4,0 ± 0,4         | 9,0 +2,8−1,7       | 0,03 +0,02−0,03 | 0,38 ± 0,02                   | 85,31 ± 0,01      | 0,014 +0,013−0,009 | -                  | 439 ± 9                             |
| d                                  | 2014     | 7,6 ± 1,1         | 9,7 ± 0,5          | 0,05 ± 0,01     | 0,51 ± 0,02                   | 130,19 ± 0,01     | 0,04 ± 0,01        | 89,91 +0,06−0,08   | 381 ± 8                             |
| e                                  | 2024     | ca. 5 ± 2         | -                  | -               | -                             | ca. 260           | 0,05 ± 0,06        | -                  | -                                   |